# Cantonul Sillé-le-Guillaume
Cantonul Sillé-le-Guillaume este un canton din arondismentul Mamers, departamentul Sarthe, regiunea Pays de la Loire, Franța.

## Comune
| Comune                 | Populație (1999) | Cod poștal | Cod INSEE |
| ---------------------- | ---------------- | ---------- | --------- |
| Crissé                 | ...              | 72140      | 72109     |
| Le Grez                | ...              | 72140      | 72145     |
| Mont-Saint-Jean        | ...              | 72140      | 72211     |
| Neuvillette-en-Charnie | ...              | 72140      | 72218     |
| Parennes               | ...              | 72140      | 72229     |
| Pezé-le-Robert         | ...              | 72140      | 72234     |
| Rouessé-Vassé          | ...              | 72140      | 72255     |
| Rouez                  | ...              | 72140      | 72256     |
| Saint-Rémy-de-Sillé    | ...              | 72140      | 72315     |
| Sillé-le-Guillaume     | ...              | 72140      | 72334     |